# Alexander Wedler
Alexander Wedler (* 25. Juni 1971 in Nordhausen) ist ein ehemaliger deutscher Volleyballspieler.
Wedler wurde beim DDR-Spitzenverein SC Leipzig ausgebildet und spielte ab 1992 beim Deutschen Meister Moerser SC, mit dem er 1993 den DVV-Pokal gewann. 1998/99 spielte er in der belgischen Liga bei HVB Zonhoven. Danach wechselte der Außenangreifer nach Italien und spielte dort je eine Saison bei den Zweitligisten Sarplast Livorno und Codyeco Lupi Santa Croce. 2001 kehrte Wedler in die Deutsche Bundesliga zurück und spielte beim VC Bottrop 90 und nach dessen Abstieg 2002 beim VV Leipzig. Von 2003 bis 2006 ließ er die Karriere in seiner Heimatstadt beim Regionalligisten SVC Nordhausen ausklingen.
Wedler spielte von 1995 bis 2000 auch in der deutschen Nationalmannschaft, mit der er zweimal die Olympiaqualifikation verpasste.